# 사키히 미유
사키히 미유(咲妃 みゆ, 1991년 3월 16일 - )은 일본의 배우ㆍ가수이다. 전 다카라즈카 가극단 유키구미 톱여역.
미야자키현 고유군 다카나베정, 히나타가쿠인고등학교 출신. 신장 160cm.
혈액형 A형. 애칭 「유우미」.
소속 사무소는 유니버셜 뮤직. BLUE LABEL과는 업무 제휴 중이다.

## 약력
2008년 다카라즈카 음악학교에 입학.
2010년 다카라즈카 가극단 96기생으로 입단. 츠키구미 「THE SCARLET PIMPERNEL」으로 초무대. 그 후, 츠키구미에 배속.
2012년 류 마사키・마나키 레이카 톱 콤비 대극장 오히로메 「로미오와 줄리엣」으로, 신인공연 히로인. 입단 3년차에 발탁되었다. 이어서, 「봄의 눈」 (바우홀・일본청년관 공연)으로, 바우홀・동상공연 첫 히로인.
2013년 「달 구름의 황자」로 2번째 바우홀 공연 히로인. 호평을 받아, 같은 해 12월에 재연되었다. 같은 해, 「루팡」으로 2번째 신인공연 히로인. 이어서 「THE MERRY WIDOW」 (드라마시티・일본청년관 공연)으로 2번째 동상공연 히로인.
2014년 1월 29일자로 유키구미에 조 이동. 같은 해 9월 1일자로, 사기리 세이나의 상대역으로 유키구미 톱여역 취임.
2015년 「루팡 3세／팬시가이!」로 톱 콤비 대극장 오히로메. 마리 앙투와네트를 연기했다.
2017년 7월 23일, 「막말태양전／Dramatic “S”!」도쿄 공연 천추락을 기해, 상대역인 사기리와 함께 다카라즈카 가극단을 퇴단. 사기리와의 콤비는 헤이세이의 골든 콤비로 칭송되고, 톱 취임 후, 대극장 주연작 5작품 연속 객석 가동률 100%를 넘기는 것을 달성하고, 이것은 다카라즈카 역사상 처음으로 있는 기록이다. 같은 해 9월부터 유니버셜 뮤직 소속이 되고, 예능 활동을 재개하였다.
2018년 「코시지 후부키 이야기」 (테레비 아사히 계열)에서, TV드라마 첫 출연. 다라라즈카 OG인 오토와 노부코역을 연기했다. 그리고 동시기에 퇴단한 동기이자 하나구미 톱여역 카노 마리아와 초무대 이후 같이 공연하는 것을 이루었다.

## 인물
3살 아래의 여동생이 있다. 어렸을때부터 몸을 움직이는 것을 좋아해서, 매우 활발한 아이였다. 초등학교 5학년부터 동생과 함께 클래식 발레를 배우기 시작했다.
다카라즈카 팬인 사촌 언니의 영향으로 다카라즈카를 동경하고, 가지는 시기도 있었지만, 곧 포기하고 중고일관학교의 시기에 합창부에 소속, 매우 평범한 학생생활을 보냈다.
대학 수험을 앞둔 시기에 목표를 정하지 못하고 있는 모습을 보고, 아버지가 「같은 세대의 여자아이들은 꿈을 향해서 힘내고 있는 모습을 한번 보거라」라고 음악학교 원서를 건네주어, 수험에 권유받았다. 원서의 마감 직전에 수험을 보기로 결정, 약 2개월간의 레슨을 거쳐, 첫 수험에서 합격하였다. 합격을 알게되고 가장 동요했던 사람은, 수험을 권했던 아버지였다고 한다. 수험때문에 다카라즈카에 갔을 때에, 츠키구미 공연 「ME AND MY GIRL」을 본 것이 첫 다카라즈카 관극이었다.
예명은, 사촌 언니가 좋아하는 한자와 본명에서 유래했다. 애칭의 유래는 본명에서 따왔다.

## 다카라즈카 가극단 재단 중의 주요 무대
| 기간 (월)                   | 소속 | 제목                                                     | 공연장                                    | 배역                                              | 비고                                    |
| --------------------------- | ---- | -------------------------------------------------------- | ----------------------------------------- | ------------------------------------------------- | --------------------------------------- |
| 2010년                      |      |                                                          |                                           |                                                   |                                         |
| 4~5                         | 츠키 | THE SCARLET PIMPERNEL                                    | 다카라즈카 대극장                         |                                                   | 초무대                                  |
| 6~7                         | 츠키 | THE SCARLET PIMPERNEL                                    | 도쿄 다카라즈카극장                       |                                                   | 조배속 후 첫 무대                       |
| 9~11                        | 츠키 | 집시ー남작-Der Zigeuner Baron-                           | 다카라즈카 대극장 도쿄 다카라즈카극장     |                                                   |                                         |
| 9~11                        | 츠키 | Rhapsodic Moon                                           | 다카라즈카 대극장 도쿄 다카라즈카극장     |                                                   |                                         |
| 11~2011. 1                  | 츠키 | STUDIO 54                                                | 드라마시티 일본청년관                     | 베키 영                                           |                                         |
| 2011년                      |      |                                                          |                                           |                                                   |                                         |
| 3~5                         | 츠키 | 장미의 나라 왕자                                         | 다카라즈카 대극장 도쿄 다카라즈카극장     | 왕자 (신인공연)                                   | 본역 : 하나히 미라                      |
| 3~5                         | 츠키 | ONE-내가 사랑한 것은…-                                   | 다카라즈카 대극장 도쿄 다카라즈카극장     |                                                   |                                         |
| 7~10                        | 츠키 | 알제의 남자                                              | 다카라즈카 대극장 도쿄 다카라즈카극장     | 프랑스와즈 (신인공연)                             | 본역 : 마나키 레이카                    |
| 7~10                        | 츠키 | Dance Romanesque                                         | 다카라즈카 대극장 도쿄 다카라즈카극장     |                                                   |                                         |
| 11~12                       | 츠키 | 앨리스의 연인-Alice in Underground Wonderland-           | 다카라즈카 바우홀 일본청년관              | 도도                                              |                                         |
| 2012년                      |      |                                                          |                                           |                                                   |                                         |
| 2~4                         | 츠키 | 에드워드 8세-왕관을 건 사랑-                             | 다카라즈카 대극장 도쿄 다카라즈카극장     | 루이스 브룩스 메리 여왕 (신인공연)                | 본역 : 아이카제 유메                    |
| 2~4                         | 츠키 | Misty Station-안개의 종착역-                             | 다카라즈카 대극장 도쿄 다카라즈카극장     |                                                   |                                         |
| 6~9                         | 츠키 | 로미오와 줄리엣                                          | 다카라즈카 대극장 도쿄 다카라즈카극장     | 줄리엣 (신인공연)                                 | 본역 : 마나키 레이카 신인공연 첫 히로인 |
| 10~11                       | 츠키 | 봄의 눈                                                  | 다카라즈카 바우홀 일본청년관              | 아야쿠라 사토코(綾倉聡子)                         | 바우・동상공연 첫 히로인                |
| 2013년                      |      |                                                          |                                           |                                                   |                                         |
| 1~3                         | 츠키 | 베르사이유의 장미-오스칼과 안드레편-                     | 다카라즈카 대극장 도쿄 다카라즈카극장     | 소공녀／소녀시기의 오스칼 조안나 (신인공연)       | 본역 : 레미 쿠레아                      |
| 5                           | 츠키 | 달 구름의 황자                                           | 다카라즈카 바우홀                         | 소토오리히메                                      |                                         |
| 7~10                        | 츠키 | 루팡-ARSÈNE LUPIN-                                       | 다카라즈카 대극장 도쿄 다카라즈카극장     | 마리 테레즈 칼라 드 레르느 (신인공연)             | 본역 : 마나키 레이카 신인공연 히로인    |
| 7~10                        | 츠키 | Fantastic Energy!                                        | 다카라즈카 대극장 도쿄 다카라즈카극장     |                                                   |                                         |
| 11~12                       | 츠키 | THE MERRY WIDOW                                          | 드라마시티 일본청년관                     | 한나 그라발리                                     | 동상 히로인                             |
| 12                          | 츠키 | 달 구름의 황자                                           | 텐노슈 은하극장                           | 소토오리히메                                      | 히로인                                  |
| 2014년                      |      |                                                          |                                           |                                                   |                                         |
| 1                           | 츠키 | New Wave!-달-                                            | 다카라즈카 바우홀                         |                                                   |                                         |
| 3                           | 유키 | 베르사이유의 장미-오스칼과 안드레편-                     | 전국투어                                  | 로잘리／오스칼 (소녀시대)                         |                                         |
| 6~8                         | 유키 | 일몽암풍류기 마에다 케이지                               | 다카라즈카 대극장 도쿄 다카라즈카극장     | 스테마루 우타비구니(신인공연)                     | 본역 : 사하나 마코                      |
| 6~8                         | 유키 | My Dream TAKARAZUKA                                      | 다카라즈카 대극장 도쿄 다카라즈카극장     |                                                   |                                         |
| 2014년 유키구미 톱여역 취임 |      |                                                          |                                           |                                                   |                                         |
| 10                          | 유키 | 백작영애 - 쥬뗌므, 당신을 사랑하지 않고는 견딜 수 없다.- | 일생극장                                  | 코린느                                            | 톱 오히로메 공연                        |
| 2015년                      |      |                                                          |                                           |                                                   |                                         |
| 1~3                         | 유키 | 루팡 3세-왕비의 목걸이를 쫒아라!-                        | 다카라즈카 대극장 도쿄 다카라즈카극장     | 마리 앙트와네트／마리 카페 극단의 무희 (신인공연) | 대극장 톱 오히로메 공연                 |
| 1~3                         | 유키 | 팬지가이!                                                | 다카라즈카 대극장 도쿄 다카라즈카극장     |                                                   | 대극장 톱 오히로메 공연                 |
| 5                           | 유키 | 별빛의 사람-오키타 소지・환상의 청춘-                    | 하카타좌                                  | 타마유(玉勇)                                      |                                         |
| 5                           | 유키 | 팬지가이!                                                | 하카타좌                                  |                                                   |                                         |
| 7~10                        | 유키 | 별이 만나는 하룻 밤                                      | 다카라즈카 대극장 도쿄 다카라즈카극장     | 센 가두 판매 (신인공연)                           | 본역 : 히자쿠라 호노리                  |
| 7~10                        | 유키 | La Esmeralda                                             | 다카라즈카 대극장 도쿄 다카라즈카극장     |                                                   |                                         |
| 11~12                       | 유키 | 슬픔의 코르도바                                          | 전국투어                                  | 에바 실베스트르                                   |                                         |
| 11~12                       | 유키 | La Esmeralda                                             | 전국투어                                  |                                                   |                                         |
| 2016년                      |      |                                                          |                                           |                                                   |                                         |
| 2~5                         | 유키 | 바람의 검심                                              | 다카라즈카 대극장 도쿄 다카라즈카극장     | 카미야 카오루                                     |                                         |
| 6~~8                        | 유키 | 로마의 휴일                                              | 중일극장 아카사카ACT시어터 우메다예술극장 | 안 왕녀                                           |                                         |
| 10~12                       | 유키 | 사립 탐정 케일럽 헌트                                    | 다카라즈카 대극장 도쿄 다카라즈카극장     | 이본느                                            |                                         |
| 10~12                       | 유키 | Greatest HITS!                                           | 다카라즈카 대극장 도쿄 다카라즈카극장     |                                                   |                                         |
| 2017년                      |      |                                                          |                                           |                                                   |                                         |
| 2                           | 유키 | 별이 만나는 하룻 밤                                      | 중일극장                                  | 센                                                |                                         |
| 2                           | 유키 | Greatest HITS!                                           | 중일극장                                  |                                                   |                                         |
| 4~7                         | 유키 | 막말태양전                                               | 다카라즈카 대극장 도쿄 다카라즈카극장     | 여랑 오소메                                       | 퇴단공연                                |
| 4~7                         | 유키 | Dramatic “S”!                                            | 다카라즈카 대극장 도쿄 다카라즈카극장     |                                                   | 퇴단공연                                |

### 출연 이벤트
- 2012년 12월, 다카라즈카스페셜 2012『더 스타즈』〜프레・프레・센테니얼〜
- 2014년 12월, 『다카라즈카스페셜 2014-Thank you for 100 years-』
- 2015년 12월, 『다카라즈카스페셜 2015-New Century，Next Dream-』

## 다카라즈카 가극단 퇴단 후 주요 활동

### 무대

#### 2018년
- 6월, 『러브 레터스 28th Anniversary Special』 (소게츠홀)
- 8~9월, 『고스트』 (시어터 크리에・산케이홀 브리제・쿠루메시티플라자・카리야시 종합문화센터) - 모리役 (아키모토 사야카와 더블캐스트)

#### 2019년
- 1~2월, 『러브 네버 다이』 (일생극장) - 멕 질리役 (유메사키 네네와 더블캐스트)

#### 2020년
- 1~2월, 『비눗방울 날아 우주까지 날아갔어』 (시어터 크리에・후쿠오카시민회관・신가부키좌) - 오리구치 카요役
- 11~12월, 『NINE』 (TBS아카사카ACT시어터・우메다예술극장) - 루이저役

#### 2021년
- 1월, 『NEW YEAR’S Dream』 (메이지좌)
- 3월, 『고스트』 (시어터 크리에) - 모리役 (사쿠라이 레이카와 더블캐스트)
- 7 - 8월, 『위생 ~리듬&배큠~』 (TBS아카사카ACT시어터ㆍ오릭스극장ㆍ쿠루메시티플라자)
- 10 - 11월 『뉴지즈』 (일생극장ㆍ우메다예술극장) - 캐서린

#### 2022년
- 2 - 7월 『센과 치히로의 행방불명: 라이브 온 스테이지』 (제국극장ㆍ우메다예술극장ㆍ하카타좌ㆍ삿포로문화예술극장ㆍ미소노좌) - 린 / 치히로의 엄마役 (히나미 후우와 더블 캐스트)

### 드라마
- 2018년 1~2월, 테레비 아사히 계열 『코시지 후부키 이야기』 7 - 29화 - 카지 노부코役(다카라즈카 재단시 예명 오토와 노부코)
- 2019년 5월, BS테레토 계열 『야지×키타 원조 토카이 여행길 도보여행』 7화 - 오유우役(お幽)
- 2019년 10~12월, 후지테레비 계열 『아직 결혼 못하는 남자』 - 모리야마 사쿠라코役

### 웹드라마
- 2021년 2~3월, TELASA 『주부 메종』 - 시라키 마리役

### 영화
- 2020년 9월, 『궁지에 몰린 쥐는 치즈를 꿈꾼다』 - 오오토모 치카코役
- 2021년 10월, 『아이의 가성을 부끄러워해』 - 문役

## 수상 이력
- 2014년 『다카라즈카가극단연도상』 - 2013년도 신인상
- 2015년 『한큐스미레회팬지상』 - 여역상
- 2016년 『다카라즈카가극단연도상』 - 2015년도 우수상
- 2021년 제 46회 『키쿠타 카즈오 연극상』 - 연극상